# Cornell Glen
Cornell Glen (* 21. října 1981) je bývalý trinidadsko-tobažský fotbalový útočník, naposledy hrající za trinidadsko-tobažský klub Central FC. Zúčastnil se fotbalového MS 2006 v Německu a Gold Cupu 2013.